# Potkrajci (Pljevlja)
Pour les articles homonymes, voir Potkrajci.
Potkrajci (en serbe cyrillique : Поткрајци) est un village du nord du Monténégro, dans la municipalité de Pljevlja.

## Démographie

### Évolution historique de la population
| 1948 | 1953 | 1961 | 1971 | 1981 | 1991 | 2003 |
| ---- | ---- | ---- | ---- | ---- | ---- | ---- |
| 209  | 269  | 391  | 387  | 301  | 201  | 159  |